# Suliszewice (województwo zachodniopomorskie)
Suliszewice (niem. Zülzefitz) – wieś sołecka w Polsce położona w województwie zachodniopomorskim, w powiecie łobeskim, w gminie Łobez.
W latach 1975–1998 miejscowość położona była w województwie szczecińskim.